# Benedikt Arnstein

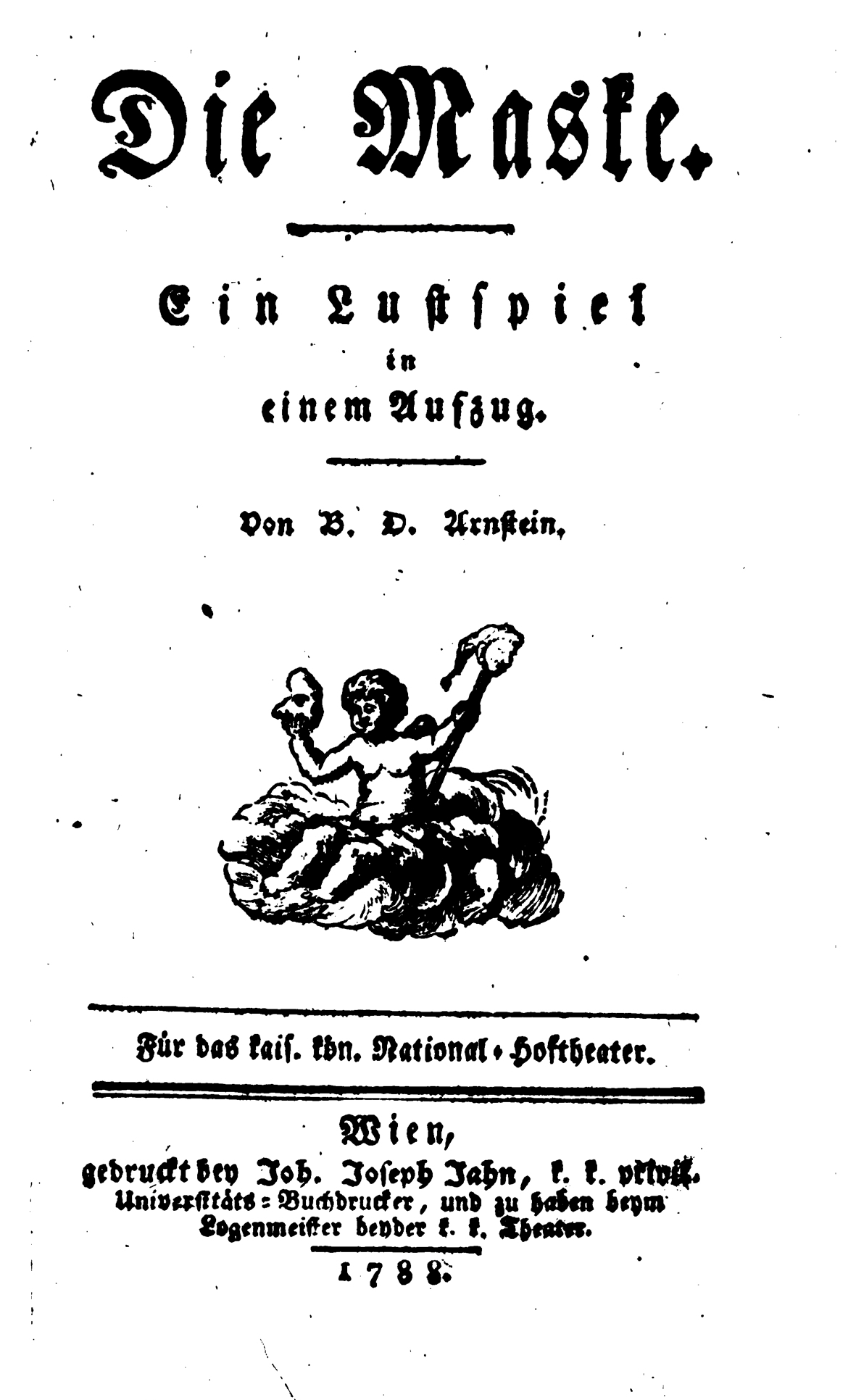
Titelseite von Benedikt David Arnsteins Lustspiel Die Maske, 1788

Benedikt David Arnstein (* 15. Oktober 1758 in Wien; † 6. Jänner 1841 ebenda; Pseudonym: Arenhof) war der erste dramatische deutschsprachige Schriftsteller Österreichs jüdischer Herkunft.

## Leben
Arnstein war der Sohn des Wiener Großhändlers David b. Aron Isak b. Nathan Arnstein (ca. 1736–1811) und seiner Gattin (und Stiefnichte) Judith (Jütel), geb. Arnstein (ca. 1745–1769). Er erhielt zuerst eine kaufmännische Ausbildung im Bankhaus seines Großvaters Adam Isaak Arnstein, besorgte dort die Korrespondenzgeschäfte und betätigte „sich lange als Bankier […], aber scheinbar nicht mit großem Erfolg; denn 1829 legt er seine Großhandlungsbefugnis nieder und zu gleicher Zeit bestätigen die Vertreter der Juden seine Erwerbs- und Vermögenslosigkeit und stellen fest, daß er von Verwandten erhalten wird.“
Autodidaktisch studierte er klassische Literatur und unternahm ausgedehnte Reisen durch Österreich sowie nach Deutschland, Frankreich, Spanien und Italien. 1786 bereiste er Deutschland, um die Bekanntschaft namhafter Dichter zu machen. Befreundet war Arnstein u. a. mit Johann Baptist von Alxinger, Joseph Schreyvogel, August von Kotzebue, Joseph Franz von Ratschky und Gottlieb von Leon.
Nach seinem Ableben wurde Arnstein auf dem Jüdischen Friedhof Währing begraben.

## Werke
Neben Gedichten, die in verschiedenen Zeitschriften und Büchern veröffentlicht wurden, verfasste er dramatische Schriften, die auch am Nationaltheater in Wien aufgeführt wurden.
- Auf Leopolds Tod. Alberti, Wien 1792.
- Das Billet. Ein Lustspiel in 1 Aufzug. Wallishauser, Wien 1800. (Anonym).
- Das Geschenk. Ein Gelegenheitsstück in 1 Akt. Wallishauser, Wien 1801. (Digitalisat)
- Eynige jüdische Familienscenen bey Erblickung des Patentes über die Freyheit, welche die Juden in den kayserlichen Staaten erhalten haben, von einem jüdischen Jüngling. Wien 1782. (Unter dem Pseudonym Arenhof). (Digitalisat)
- Die Kleinodien. Ein Schauspiel. Wien 1796.
- Die Maske. Ein Lustspiel in 1 Aufzug. Logenmeister, Wien 1788.
- Die Nachschrift. Lustspiel in 1 Aufzug. Hartmann, Wien 1785.
- Die Pflegetochter. Ein Schauspiel in 3 Aufzügen. Kaiser, Wien 1790.
- Dramatische Versuche. Sammlung, Wien 1787; beinhaltend:

Die Grille. Ein Lustspiel in 1 Aufzug.
Katharine Jaquet im Reiche der Todten. Einige Gelegenheits-Scenen.